# Трохотрон

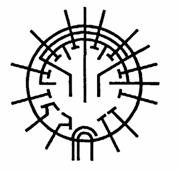
Позначення бінарного трохотрона, згідно з ГОСТ 2.731-81

Трохотрон — електронно-променевий перемикач, який використовує рух електронів по трохоїді у схрещених електричному і магнітному полях. Призначення: за допомогою трохотронів можна здійснювати підрахунок імпульсів (від одиниць до 105 Гц), вимірювання проміжків часу тривалістю від одиниць мікросекунд до декількох хвилин, комутацію електричних кіл, генерування імпульсів, імпульсну модуляцію і демодуляцію тощо.
Існує кілька типів трохотронів: лінійний, бінарний, кільцевий, двовимірний.